# جيان (مدينة)

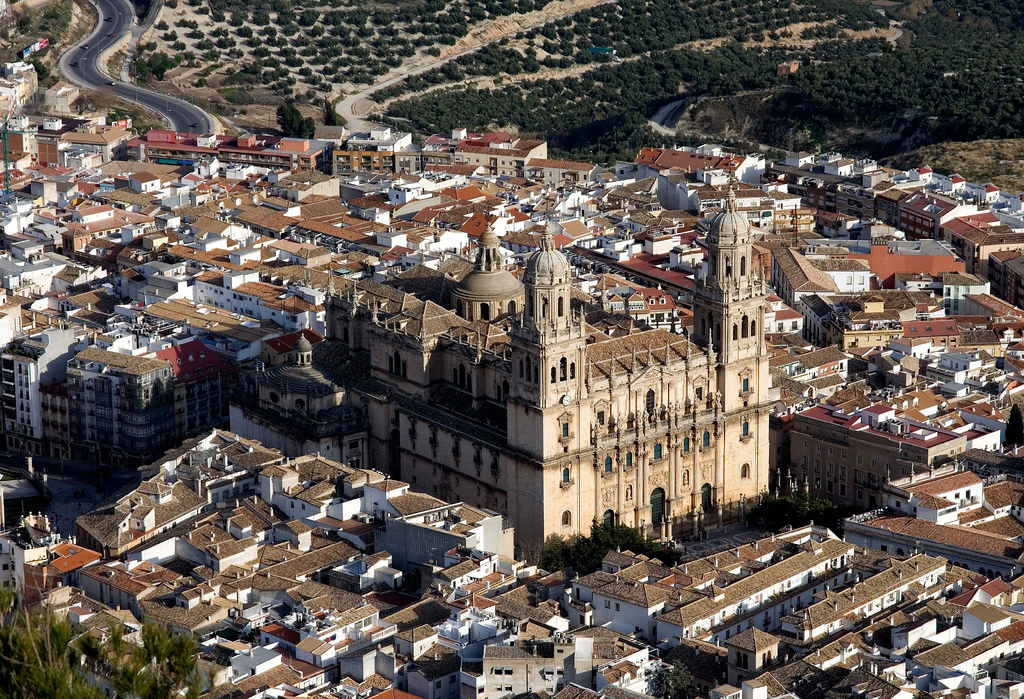
كاتدرائية خاين

جيّان (بالإسبانية: Jaén)‏ (يلفظ الاسم: خاين)؛ مدينة وعاصمة مقاطعة جيان تقع في جنوب إسبانيا وفي الشمال الغربي منطقة أندلوسيا. يبلغ عدد سكنها 116.781 نسمة إي ما يعادل سدس سكان المقاطعة. وتعتبر جيان المركز الإداري والصناعي للمحافظة، وشهدت السنوات القليلة الماضية زيادة كبيرة في صناعة السياحة الثقافية، كما تحمل جيان شعار العاصمة العالمية لزيت الزيتون (أو السائل الذهبي كما يسميه السكان المحليون) وذلك لانتشار هذه الصناعة فيها. وكلمة Jaén الإسبانية مشتقة من اللغة العربية جيان وتعني مفترق طرق القوافل.
وتقع جيان على تلال جبال سانتا كاتالينا، وتتميز شوارعها بأنها ضيقة وشديدة الانحدار خصوصاً في المنطقة التاريخية وسط المدينة. وتشتمل المنشآت الصناعية في المدينة على الأعمال الكيميائية والمدابغ ومصانع التقطير ومصانع الكعك ومصانع الغزل والنسيج. كما تعرضت المدينة لقصف في الأول من نيسان عام 1937 من قبل النازيين.

## شعار المدينة
نظراً للدور الذي لعبته المدينة في الدفاع عن مملكة قشتالة ضد المورسكيون المسلمين، أطلق الملك هنري الثاني ملك قشتالة هذا الشعار على المدينة (جيان هي المدينة النبيلة والمخلصة جداً في الدفاع عن ملوك قشتالة).

## الثقافة
تقع قلعة سانتا كاتالينا التي حلت محل إحدى القلاع العربية على رأس التلة المطلة على المدينة، ولكن ما تزال أثار القلعة العربية موجودة. أما البناء الحالي فأصله مسيحي وبُني بعد استيلاء فرناندو الثالث ملك قشتالة «والملقب بالقديس» على المدينة عام 1246.
تعتبر كاتدرائية جيان واحدة من أهم الكاتدرائيات في عصر النهضة. بدأ بنائها عام 1570 وانتهى في 1802 وهي مكرسة لعيد رفع مريم كما تضم بقايا ممتلكات قديسين تُعرض للعامة كل يوم جمعة. ونظراً لطول الوقت الذي استغرقه بنائها فقد تناوب عليها العديد من أساليب البناء المختلفة أهمها أساليب عصر النهضة، ويُعد المهندس أندريس دي فانديلفيرا المناصر للنهضة الأندلسية أبرز المهندسين الذين عملوا على الكاتدرائية. ومن المتوقع أن تُدرج ضمن مواقع التراث العالمي لليونسكو.

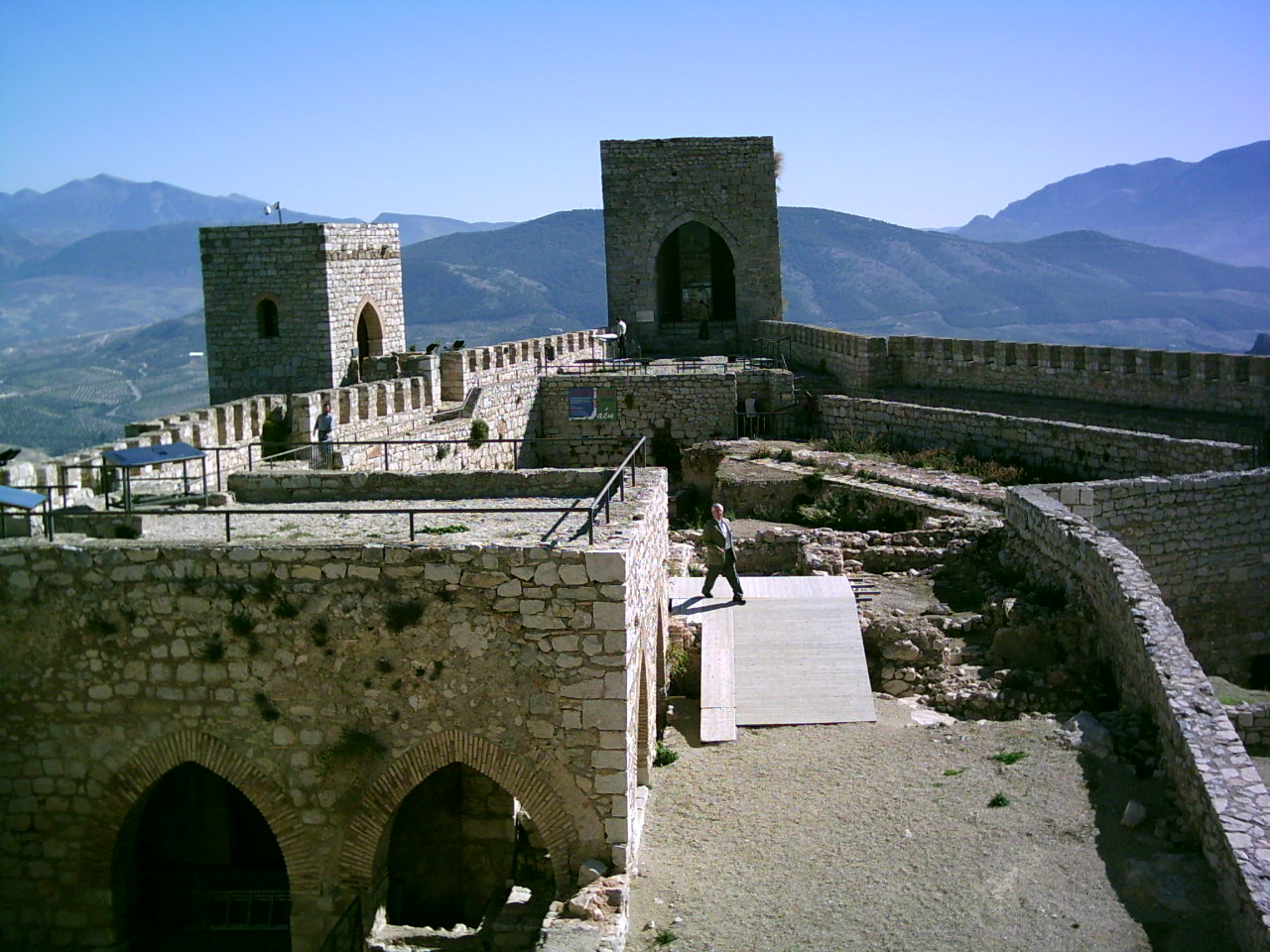
قلعة قديس كاتالينا

وتعتبر الحمامات العربية في جيان أكبر الحمامات العربية في إسبانيا وهي واحدة من أهم بقايا المورسكيون المسلمين.
ومن المعالم الهامة الأخرى في جيان: متحف الفنون والعادات الشعبية، ومتحف الفن الدولي وكنيسة سان أندريس ومتحف مقاطعة جيان (الذي يضم مجموعة هامة من الآثار الإيبيرية) وكنيسة القديس إلديفونسو، وغيرها من المعالم.

## الجامعة
تضم جامعة جيان 18.000 طالب و27 تخصصاً مختلفاً. وهي جامعة متطورة ويدرس بها عدد كبير من الطلاب الأجانب.

## اللغة
اللغة الرسمية هي الإسبانية، مع بعض التأثر باللهجة الأندلسية مثل إسقاط حرف الجمع (s)، على سبيل المثال (gafa) بدلاً من (gafas).
وتضم جامعة جيان معجم يشرح التغيرات في اللهجة الأندلسية عند استعمالها في مناطق إسبانيا.

## وسائل النقل
الحافلات: تمتلك المدينة 26 خط سير للحافلات تربط أحياء العاصمة بعضها ببعض، وتتميز بلونها الأصفر.
وافتُتح نظام الترام في جيان عام 2011.

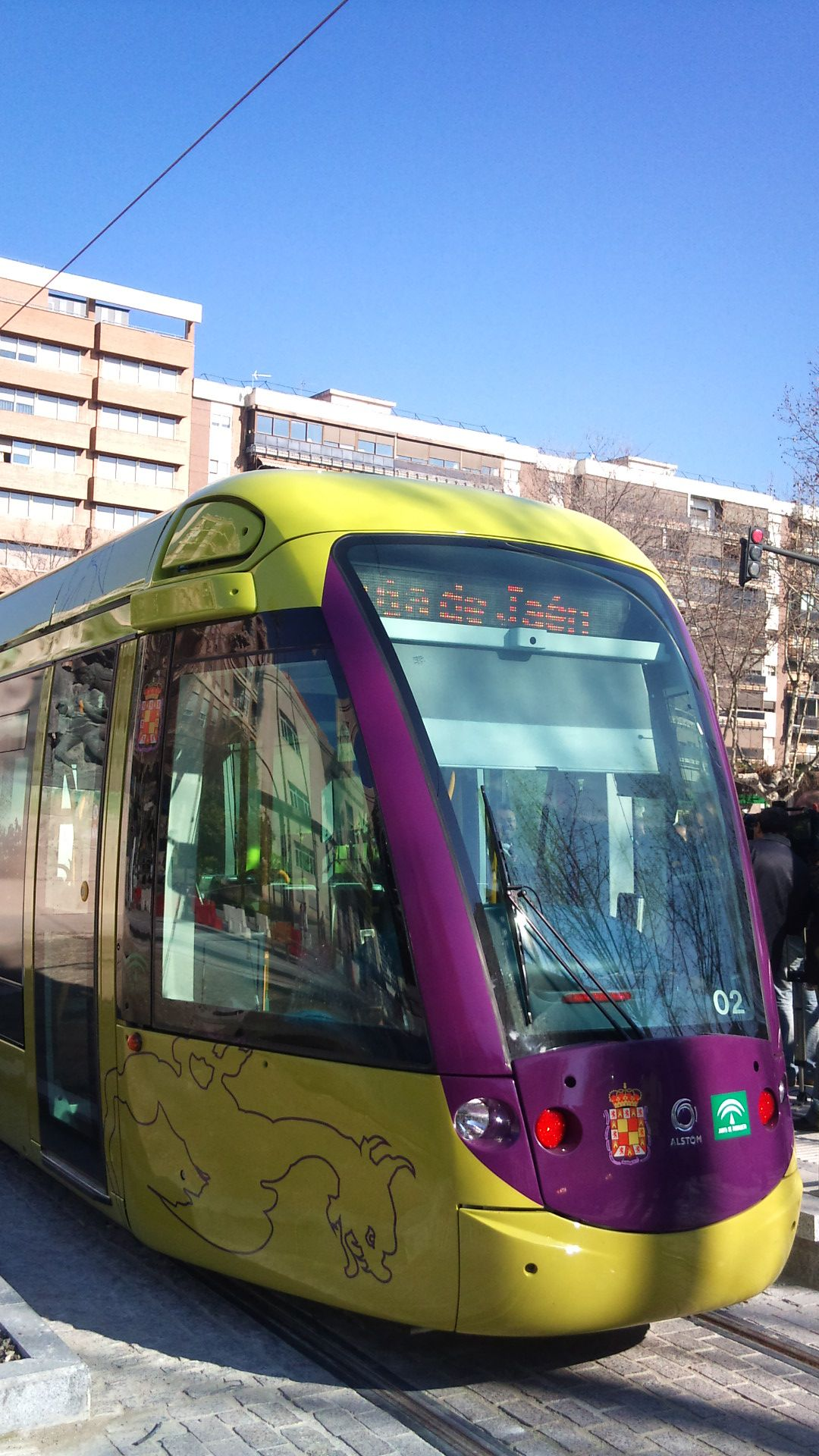
ترام جيان

## التسلية والترفية
فن الطبخ:
تضم جيان أطباق محلية متنوعة مثل (pipirrana) وتتكون من الطماطم والفلفل الأخضر وفتات الخبز والثوم وزيت الزيتون والخل والملح والبيض المسلوق. وطبق سبانخ جيان (espinaca a la Jaén) ويتكون من الثوم والخبز المحمص ومتبل النقانق والبيض وقشر البرتقال والخل. وطبق أرز جيان (rice a la Jaén) ويتكون من لحم العجل المفروم مع الثوم. وطبق سمك السلمون الذي يُصطاد من أنهار جيان ويتألف من الزبدة والبقدونس والنبيذ الأبيض والملح. وطبق (ajo blanco a la Jaén) ويتكون من اللوز وزيت الزيتون والبيض والثوم والملح والخل. ومن الحلويات المشهورة في جيان بودنج الأرز.

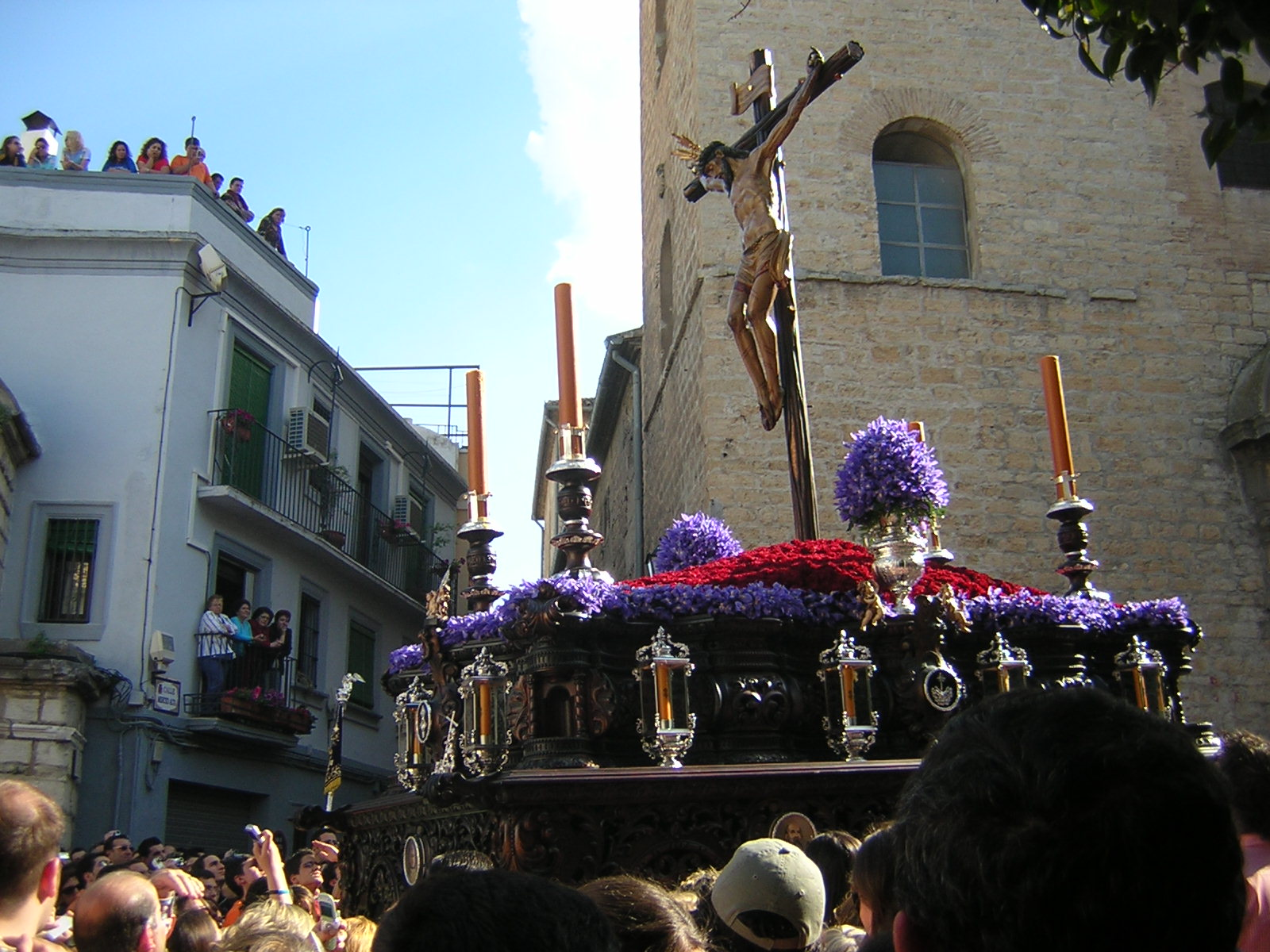
الأسبوع المقدس في جيان

## الرياضة
فريق كرة قدم المدينة هو ريال جيان وملعبه نيو فيكتوريا. ويوجد في المدينة موقعين للمرافق الرياضية، بالإضافة إلى المرافق الرياضية في الجامعة. كما توجد جمعيات للتسلق وتنظيم الرحلات.
وتُنظم عدد من المناسبات المهمة على الصعيد الدولي مثل بطولة الشطرنج وألعاب القوى.

## الموسيقى
تعتبر مسابقة البيانو الدولية أهم حدث موسيقى وهي أقدم مسابقة خاصة بالبيانو في إسبانيا، حيث بدأت عام 1953 مع بابلو كاستيلو غارسيا نيغريتي وهو مهندس معماري بدأ التبرع بالجوائز النقدية للمسابقة، واليوم وصل سعر الجائزة إلى 57.000 يورو بالإضافة إلى تسجيل ألبومات موسيقية بطريقة مهنية. وأخر من فاز بالجائزة هو الصيني ين يو تشين عام 2008.